# Eric Morecambe
Eric Morecambe, eg. Eric Bartholomew, född 14 maj 1926 i Morecambe, Lancashire, död 28 maj 1984 i Cheltenham, Gloucestershire, var en brittisk komiker.
Han bildade 1941 tillsammans med Ernie Wise ett av Englands genom tiderna populäraste komikerpar, Morecambe & Wise. De hade en mycket framgångsrik TV-show åren 1961–1984.